# Arteria laryngea inferior
Die Arteria laryngea inferior („untere Kehlkopfarterie“) – in der Tieranatomie als Arteria laryngea caudalis bezeichnet – ist eine Schlagader des Halses. Sie entspringt der unteren Schilddrüsenarterie und zieht, in Begleitung des Nervus laryngeus recurrens an der Luftröhre aufwärts zur Rückseite des Kehlkopfs (Larynx). Dort wird sie vom Musculus constrictor pharyngis inferior bedeckt. 
Die Arteria laryngea inferior versorgt den Teil des Kehlkopfes unterhalb der Stimmritze mit arteriellem Blut. 